# (84921) Morkoláb
(84921) Morkoláb, désignation internationale (84921) Morkolab, est un astéroïde de la ceinture principale.

## Description
(84921) Morkolab est un astéroïde de la ceinture principale. Il fut découvert le 9 novembre 2003 à Piszkesteto par Krisztián Sárneczky et Brigitta Sipőcz. Il présente une orbite caractérisée par un demi-grand axe de 2,57 UA, une excentricité de 0,27 et une inclinaison de 12,1° par rapport à l'écliptique.

## Compléments